# Шпухиль (город майя)
Шпу(х)иль, Xpuhil или Xpujil — археологический памятник цивилизации майя на территории мексиканского штата Кампече вблизи современного города Шпухиль. В окрестностях города Шпухиль вдоль Мексиканской федеральной трассы 186 много исторических памятников культуры майя, в частности, такие, как Бекан и Калакмуль.
Название xpuhil означает «хвост кота» и относится к местному растению.
Древнейшие поселения на месте Шпухиля датируются примерно 400 г. до н. э. Доколумбова культура в Шпухиле достигла расцвета в период 500—750 гг. н. э., и пришла в упадок около 1100 г.
Древний город Шпухиль был открыт в конце 1930-х гг. К началу XXI века обнаружено 17 групп сооружений, в основном соответствующих архитектурным канонам Рио-Бек.
Сооружение I представляет интерес, поскольку оно не относится к архитектурной традиции Рио-Бек. Сооружение представляет собой 3 башни и имеет нетипичное расположение внутренних помещений. Майянист Татьяна Проскурякова на основании археологических данных предложила реконструкцию дворца в Шпухиле.